# 岩崎宏之
岩崎 宏之（いわさき ひろし、1936年〈昭和11年〉9月5日 -2009年〈平成21年〉6月13日）は、日本の歴史学者。筑波大学名誉教授。
筑波大学歴史・人類学系教授、筑波大学第一学群人文学類長を歴任した。専門は日本近世史、社会経済史、地方史。

## 来歴
茨城県土浦市出身。1955年、茨城県立土浦第一高等学校卒業。1959年、東京教育大学文学部史学科日本史学専攻卒業。1962年、東京教育大学大学院文学研究科日本史学専攻修士課程修了。「幕藩体制崩壊過程における市場構造の変質と経済政策」で文学修士。1965年、東京教育大学大学院文学研究科日本史学専攻博士課程単位取得退学。日本近世史の津田秀夫に師事。
財団法人三井文庫特任研究員、筑波大学歴史・人類学系助教授を経て筑波大学歴史・人類学系教授。筑波大学第一学群人文学類長（現、筑波大学人文・文化学群人文学類）、筑波大学評議員を歴任。1999年、定年退官。退官後、常磐大学コミュニティ振興学部教授、大阪市立大学学術情報総合センター教授、日本学術会議歴史学研究連絡委員会委員長、土浦市立博物館館長を務めた。　
2009年6月13日、72歳で死去。　　　　　　　　　　　　　　　　　　　　　　　

## 主要な著書・論文

### 単著
- 『土浦の洪水記録ー先人が語る水との戦いー』（土浦市史資料集）（監修）（土浦市立博物館、2009年）

### 共著
- 『神岡鉱山史』（小葉田淳と共著）（三井金属株式会社、1970年）
- 『日本の歴史 28 ブルジョアジーの群像』（安藤良雄と共著）（小学館、1976年）
- 『色川三中関係資料目録』（編著）（土浦市教育委員会、1989年）

### 論文等
- 「紡績産業成立期における『流通独占』形成の意義」『歴史学研究』276号（岩波書店、1963年)
- 「幕末期における開港と国内経済－五品廻送令に関する一考察－」東京教育大学昭史会編『日本歴史論究』6号 （二宮書店、1963年）
- 「政商保護政策の成立」『三井文庫論叢』創刊号 （財団法人三井文庫、1967年）
- 「国立銀行の成立と府県為替方」『三井文庫論叢』 2号（財団法人三井文庫、1968年）
- 「為換座三井組の成立と展開」『三井文庫論叢』3号（財団法人三井文庫、1969年）
- 「明治維新期の東京における商人資本の動向－東京商社を中心にしてー」西山松之助編『江戸町人の研究』1巻（吉川弘文館、1972年）
- 「明治期における三井家大元方制度の構造とその機能」『三井文庫論叢 』6号（財団法人三井文庫、1972年）
- 「三井財閥における『統轄機関』の系譜 」和歌森太郎先生還暦記念論文集編集委員会編『明治国家の展開と民衆生活』（弘文堂、1975年）
- 「政商と維新政権」石井寛治、海野福寿、中村政則編『近代日本経済史を学ぶ』（上）明治（有斐閣、1977年）
- 「明治期殖産興業政策に関する一考察－新町屑糸紡績所について－」芳賀幸四郎先生古稀記念論文集編集委員会編『日本社会史研究』（笠間書院、1980年）
- 「豪商系図」『歴史研究』258号（新人物往来社、1982年）
- 「洋銀と一分銀－幕末の金貨流出問題－」『月刊歴史教育』44号（歴史教育研究会、1982年）
- 「近世後期における地方都市商人の動向－常州土浦町大国屋徳兵衛の場合－」西山松之助先生古稀記念会編『江戸の民衆と社会』（吉川弘文館、1985年）
- 「常総地方の町と豪商」『歴史公論』117号（雄山閣出版、1985年）
- 「三井財閥における同族支配」『史鏡』16号（歴史人類学会、1988年）
- 「『土浦城記』について」『常総の歴史』2号（崙書房、1988年）
- 「長島尉信」『土浦洪水記』を読む」『霞ヶ浦研究』2巻（霞ヶ浦情報センター、1991年）
- 「三井組による神岡鉱山の統合と技術者集団」芳賀登編『山の民の民俗と文化－飛騨を中心にみた山国の変貌－』（雄山閣出版、1991年）
- 「歴史資料にみる土浦の洪水」『霞ヶ浦研究』3巻（霞ヶ浦情報センター、1992年）
- 「歴史史料のデータベース化」『人文学と情報処理』2号（勉誠出版、1993年）
- 「『沖縄の歴史情報』データベースの構築」『人文学と情報処理』20号（勉誠出版、1999年）